# Mitch Mitchell
John „Mitch” Mitchell (Ealing, Egyesült Királyság, 1947. július 9. – Portland, Oregon, 2008. november 12.) angol zenész, a The Jimi Hendrix Experience dobosa volt.

## Életpályája
Mitchell az 1960-as évek végének és az 1970-es évek elejének egyik legnagyobb hatású dobosa. Legtöbben a The Jimi Hendrix Experience tagjaként ismerik. Stílusára erősen hatott a dzsessz, és sok kortársához hasonlóan Elvin Jones, Philly Joe Jones, valamint Art Blakey munkássága. Játéka lendületes, diamikus volt, gyakran „párbajozott” Hendrixszel.
Mitchell stílusa a fúziós zene egyik előfutárává tette; ezt a fúziót a vezető hangszerek – gitár vagy billentyűs hangszerek – egymással való „versenyzése”, valamint a dzsesszes és rockos dobjáték keveredése jellemzi. 1966 végén ez a különös stílus példanélkülinek számított a rockzenében. A dobosoktól akkoriban csak annyit vártak el, hogy maradjanak a háttében és a basszusgitárral biztosítsák az alapdallamot. Hendrix formabontó gitárjátékával Mitchell stílusa is új fejezetet nyitott a rock történetében.
Mitch volt Hendrix legfontosabb zenésztársa. 1966 októberétől 1969 közepéig az Experience, ezután a Gypsy Sun and Rainbows, 1970-ben pedig a Cry of Love-nak nevezett formáció tagja volt. Gyakran előfordult, hogy a stúdióban csak ők ketten vettek fel egy dalt, koncerteken pedig gyakran próbáltak túltenni egymás improvizációin.
Hendrix halála után Mitch és Eddie Kramer hangmérnök sok majdnem kész dalt fejezett be, melyek legtöbbje posztumusz kiadványokon (például a The Cry of Love vagy a Rainbow Bridge) jelent meg. 1972-ben April Lawton és Mike Pinera gitárosokkal megalapította a Ramatam nevű zenekart. Több koncerten az Emerson, Lake & Palmer előzenekaraként léptek fel, ám mindössze egyetlen albumuk jelent meg. Megjegyzendő, hogy 1970-ben a majdani ELP dobosául Mitchet kérték fel, de ő inkább Hendrixszel akart maradni. Ekkoriban más zenészekkel is játszott: Terry Reiddel, Jack Bruce-szal és Jeff Beckkel (amikor Cozy Powell beteg volt).
Az 1970-es évek további részében, egészen az 1990-es évekig visszavonultan élt, kevés munkát vállalt (például Junior Brown Long Walk Back című albumán játszott), viszont több Hendrix életével és zenéjével kapcsolatos munkához nyújtott segítséget. Az 1990-es években Billy Coxszal, Hendrix korábbi basszusgitárosával és Gary Serkin gitárossal megalapította a Gypsy Sun Experience nevű zenekart.
2007 októberében Jimi Hendrix-emlékestet tartottak, ahol Mitchell Billy Cox-szal, és a szóló gitáros Gary Moore-ral együtt lépett fel.
2008. november 12-én portlandi szállodai szobájában holtan találták.